# Pseudemoia pagenstecheri
Espèce
Synonymes
- Lygosoma pagenstecheri Lindholm, 1901
- Claireascincus jenkinsi Wells & Wellington, 1985
- Claireascincus schumacki Wells & Wellington, 1985
- Claireascincus wardi Wells & Wellington, 1985

Statut de conservation UICN

 LC  : Préoccupation mineure
Pseudemoia pagenstecheri est une espèce de sauriens de la famille des Scincidae.

## Répartition

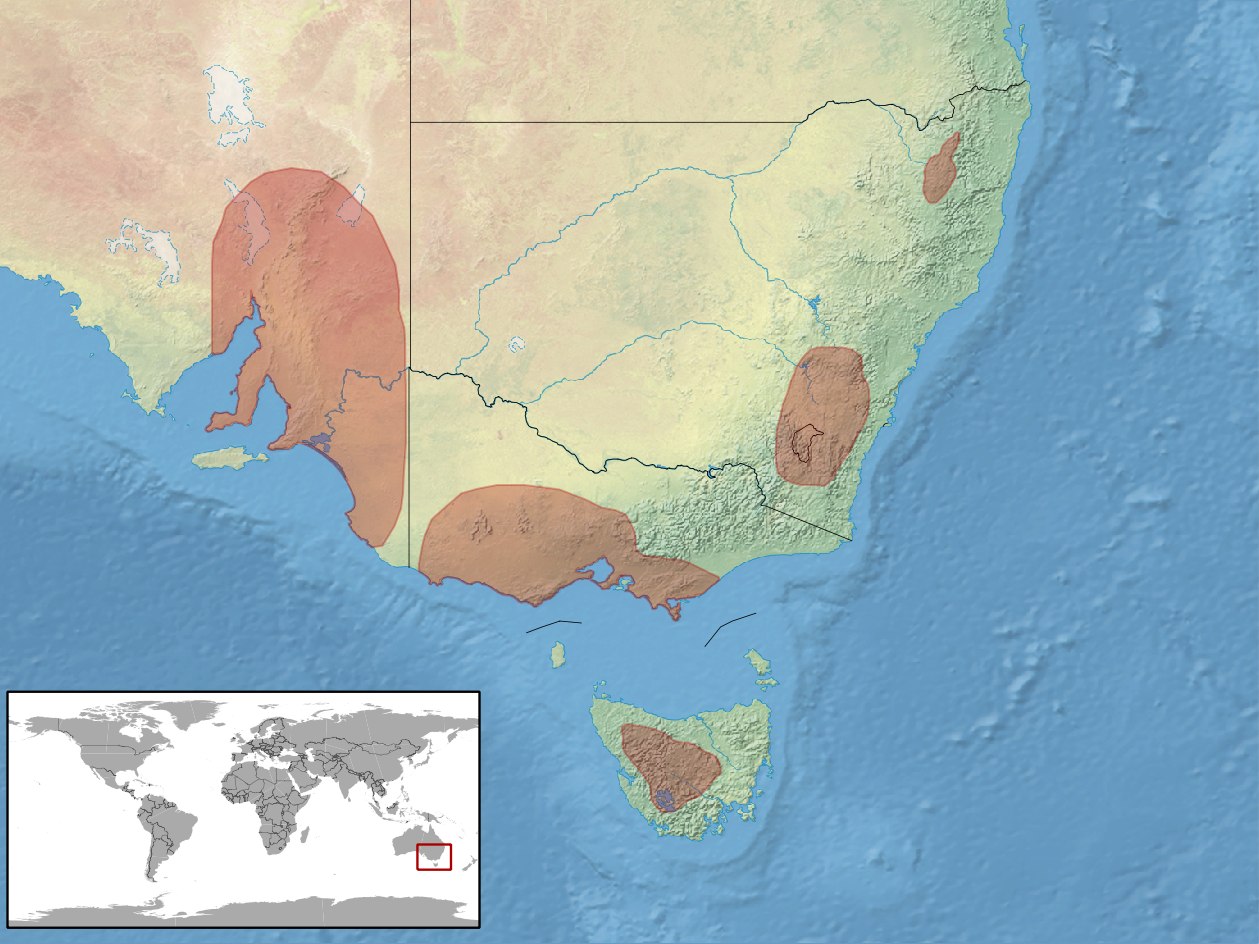
Répartition de l'espèce.

Cette espèce est endémique d'Australie. Elle se rencontre en Nouvelle-Galles du Sud, au Victoria et en Tasmanie. Sa présence est incertaine en Australie-Méridionale.

## Description
C'est un saurien vivipare.

## Étymologie
Cette espèce est nommée en l'honneur de Heinrich Alexander Pagenstecher (1825–1889).

## Publication originale
- Lindholm, 1901 : Bemerkungen und Beschreibung einer neuen Eidechsensart versehen von W. A. Lindholm in Lampe, 1901 : Catalog der Reptilien-Sammlung (Schildkröten, Crocodile, Eidechsen und Chamaeleons) des Naturhist. Museums zu Wiesbaden. Jahrbücher des Nassauischen Vereins für Naturkunde, vol. 54, p. 177-222 (texte intégral).